# Горных, Платон Горгониевич
Платон Горгониевич Горных (1860 — 9 августа 1918, Покровское, Свердловская область) — иерей Русской православной церкви, священномученик.

## Биография
Родился в семье священника.
После окончания Екатеринбургского духовного училища поступил в Пермскую духовную семинарию, которую окончил в 1881 года по второму разряду. После того как женился, был рукоположён в сан священника и определён на служение в Симеоновскую церковь села Медведевского Верхотурского уезда.
В 1885 году священника Платона Горных перевели в Николаевский храм села Осинцевского Ирбитского уезда. Здесь он прослужил почти 7 лет. В 1892 году его перевели в Иоанно-Предтеченскую церковь села Тиминского Екатеринбургского уезда, а затем, в апреле 1894 года, направили в село Покровское Ирбитского уезда, в Покровской церкви которого он и совершал служение до своей мученической кончины. Кроме села Покровского, священник Платон Горных время от времени ездил служить в село Больше-Трифоновское, где долгое время не было священнослужителей.
Помимо пастырских обязанностей, иерей Платон нёс послушание миссионера и законоучителя. В приходе имелись две церковно-приходские школы: одна — в селе Покровском, а вторая — в деревне Больше-Трифоновской. В школе села Покровского отец Платон преподавал Закон Божий.
27 июля/9 августа 1918 года на село Покровское напали красноармейцы. Были сожжены около 100 домов, разграблен Покровский храм. Священник Платон был расстрелян. Его похоронили 29 июля/11 августа на приходском кладбище.
В июле 2002 года священник Платон Горных был прославлен в Соборе новомучеников и исповедников Российских от Екатеринбургской епархии. День памяти 27 июля/9 августа.

## Награды
За свою службу был неоднократно награждён:
- 1904 — скуфья;
- 1915 — камилавка;
- октябрь 1908 — орден Святой Анны 3-й степени по решению Духовной консистории Святейшим Синодом «за безупречные 25-летние труды по народному образованию».